# 埃希多体育
埃希多体育（Polideportivo Ejido），是西班牙埃尔埃希多市的一个足球俱乐部，成立于1969年。